# Aglomeração de Białystok
Aglomeração de Białystok − uma aglomeração urbana na parte central da voivodia da Podláquia, cobrindo a cidade central de Białystok e as comunas vizinhas. A aglomeração inclui as seguintes cidades (em comunas): Łapy, Choroszcz, Czarna Białostocka, Supraśl, Wasilków, Zabłudów e, dependendo do conceito de aglomeração, Mońki, Knyszyn, Suraż. Essa área, dependendo do conceito, abrange de 1 804,76 a 2 129,21 km², e é habitada de 403 mil até 432 mil pessoas.

## Conceitos da aglomeração de Białystok

### Conceito do Gabinete do Marechal
Em 2003, o Gabinete do Marechal da voivodia da Podláquia informou que a aglomeração de Białystok é composta pela cidade de Białystok e 10 comunas vizinhas no condado de Białystok (as comunas de: Łapy, Suraż, Juchnowiec Kościelny, Turośń Kościelna, Choroszcz, Dobrzyniewo Kościelne, Wasilków, Czarna Białostocka, Supraśl e Zabłudów).
| Comuna               | População (31 de dezembro de 2013) [hab.] | Área (1 de janeiro de 2014) [km²] | Densidade populacional [hab./km²] |
| -------------------- | ----------------------------------------- | --------------------------------- | --------------------------------- |
| Białystok            | 295 282                                   | 102,13                            | 2891,2                            |
| Choroszcz            | 14 504                                    | 163,79                            | 88,6                              |
| Czarna Białostocka   | 11 763                                    | 206,36                            | 57,0                              |
| Dobrzyniewo Duże     | 8 698                                     | 161,13                            | 54,0                              |
| Juchnowiec Kościelny | 15 292                                    | 171,77                            | 89,0                              |
| Łapy                 | 22 511                                    | 127,65                            | 176,3                             |
| Supraśl              | 14 342                                    | 188,56                            | 76,1                              |
| Suraż                | 2 054                                     | 76,61                             | 26,8                              |
| Turośń Kościelna     | 5 948                                     | 139,90                            | 42,5                              |
| Wasilków             | 15 184                                    | 127,12                            | 119,4                             |
| Zabłudów             | 9 173                                     | 339,74                            | 27,0                              |
| Total (aglomeração)  | 414 751                                   | 1804,76                           | 229,8                             |

### Conceito de P. Swianiewicz e U. Klimska
Em 2005, Paweł Swianiewicz e Urszula Klimska designaram a área da aglomeração de Białystok cobrindo Białystok e 12 comunas vizinhas. Em 2002, esta área era habitada por 427 mil pessoas. Ao determinar a aglomeração, as áreas adjacentes foram delimitadas, levando em consideração o saldo migratório em 1998-2002, a densidade populacional (em 2002) e a taxa de emprego relacionada à intensidade do deslocamento..
| Comuna               | População (31 de dezembro de 2013) [hab.] | Área (1 de janeiro de 2014) [km²] | Densidade populacional [hab./km²] |
| -------------------- | ----------------------------------------- | --------------------------------- | --------------------------------- |
| Białystok            | 295 282                                   | 102,13                            | 2891,2                            |
| Choroszcz            | 14 504                                    | 163,79                            | 88,6                              |
| Czarna Białostocka   | 11 763                                    | 206,36                            | 57,0                              |
| Dobrzyniewo Duże     | 8 698                                     | 161,13                            | 54,0                              |
| Juchnowiec Kościelny | 15 292                                    | 171,77                            | 89,0                              |
| Knyszyn              | 4 797                                     | 127,21                            | 37,7                              |
| Krypno               | 4 005                                     | 112,31                            | 35,7                              |
| Łapy                 | 22 511                                    | 127,65                            | 176,3                             |
| Mońki                | 15 338                                    | 161,55                            | 94,9                              |
| Supraśl              | 14 342                                    | 188,56                            | 76,1                              |
| Turośń Kościelna     | 5 948                                     | 139,90                            | 42,5                              |
| Wasilków             | 15 184                                    | 127,12                            | 119,4                             |
| Zabłudów             | 9 173                                     | 339,74                            | 27,0                              |
| Total (aglomeração)  | 432 159                                   | 2129,21                           | 205,2                             |

### Área funcional
Conforme o programa da Rede Europeia de Observação para o Desenvolvimento e Coesão Territorial (ESPON), em 2002 a Área Urbana Funcional de Bialystok (FUA, em inglês: Functional Urban Area) era habitada por 403 000 pessoas..